# Granges-la-Battiaz
Granges-la-Battiaz (toponimo francese) è una frazione del comune svizzero di Villorsonnens, nel Canton Friburgo (distretto della Glâne).

## Storia
Già comune autonomo, nel 1866 è stato accorpato a Chavannes-sous-Orsonnens, il quale nel 2001 è stato a sua volta accorpato agli altri comuni soppressi di Orsonnens, Villargiroud e Villarsiviriaux per formare il nuovo comune di Villorsonnens.

## Amministrazione
Ogni famiglia originaria del luogo fa parte del comune patriziale che ha la responsabilità della manutenzione di ogni bene comune.